# Arctic, Antarctic, and Alpine Research
Arctic, Antarctic, and Alpine Research (дословно — «Арктические, антарктические и альпийские исследования») — рецензируемый научный журнал, издаваемый Институтом арктических и альпийских исследований (Колорадский университет в Боулдере). Он охватывает исследования всех аспектов арктической, антарктической и альпийской среды, включая субарктическую, субантарктическую, субальпийскую и палеосреду. Джек Д. Айвз основал журнал в 1969 году под названием Arctic and Alpine Research, а в 1999 году название журнала было расширено и теперь включает Антарктику. Главные редакторы — Энн Э. Дженнингс и Билл Боуман (Колорадский университет в Боулдере).

## Индексирование
Журнал реферируется и индексируется в Science Citation Index, Current Contents/Agriculture, Biology & Environmental Sciences, The Zoological Record и BIOSIS Previews. По данным Journal Citation Reports, импакт-фактор журнала за 2017 год составил 2,231.